# Andrés Tuduri
Andrés Tuduri Sánchez (Tolosa, 28 de agosto de 1898 - Madrid, 28 de diciembre de 1967) fue un futbolista español, posteriormente presidente de la Federación Española de Atletismo y miembro del Comité Olímpico Español.
Como futbolista desarrolló toda su carrera deportiva en el Athletic de Madrid, club en el que permaneció un total de once temporadas. Ingeniero de profesión, compatibilizó su dedicación al mundo del deporte con su labor profesional en la empresa Metro de Madrid.

## Athletic de Madrid

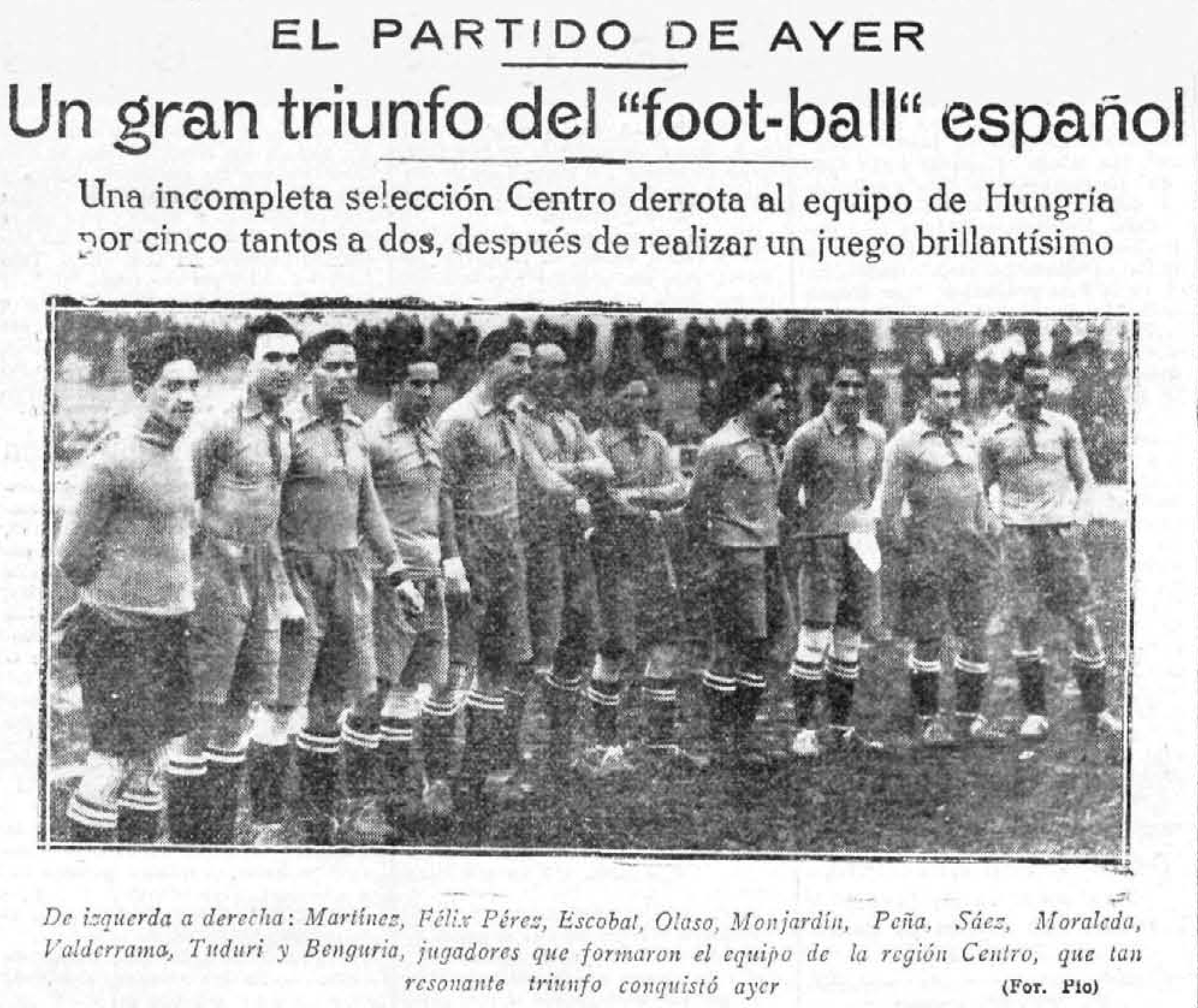
Alineación de la selección de la región Centro en un partido contra Hungría en diciembre de 1926: Martínez, Félix Pérez, Escobal, Olaso, Monjardín, Peña, Sáez, Moraleda, Valderrama, Tuduri y Benguria.

En 1916 Andrés Tuduri llegó a Madrid procedente de su Tolosa natal para estudiar ingeniería. Ese mismo año se incorporó como jugador al Athletic de Madrid, nombre que por aquella época recibía el Atlético de Madrid. En aquellos años el fútbol no era un deporte profesional, y los clubes los formaban, en su mayoría, estudiantes universitarios.
Tuduri es uno de los jugadores que más temporadas ha permanecido en el Atlético de Madrid (doce), en las que jugó un total de 94 partidos en el conjunto rojiblanco, en una época en la que aún no se había creado la competición de Liga, y los clubes disputaban tan solo el Campeonato Regional y la Copa del Rey. Tuduri disputó, respectivamente, 65 y 29 encuentros en una y otra competición, anotando un total de doce goles (8 y 4).
Con el Atlético de Madrid, Tuduri ganó dos Campeonatos regionales (1920/21 y 1924/25) y fue dos veces subcampeón de la Copa del Rey (1921 y 1925).

## Federación de Atletismo
Durante su etapa deportiva, Andrés Tuduri no limitó su actividad al fútbol, sino que también compitió en otras dos secciones del Athletic de Madrid, la de hockey -deporte en el que fue varias veces campeón de España- y la de atletismo, modalidad a la que seguiría ligado años más tarde.
El 12 de noviembre de 1957 tomó posesión como presidente de la Federación Española de Atletismo, organismo que presidió hasta el 28 de marzo de 1962.
Durante esta etapa tuvo lugar la inauguración de la primera residencia para deportistas de alto rendimiento.
Tras abandonar su puesto al frente de la Federación, continuó siendo miembro del Comité Olímpico Español.
Andrés Tuduri falleció en Madrid el 28 de diciembre de 1967.